# 浜口奈津子
浜口 奈津子（はまぐち なつこ、4月16日 - ）は、日本の漫画家。高知県高知市出身。血液型はA型。高知県立高知西高校普通科卒業。

## 経歴
- デビュー以前　- 高校在学中に同人誌BAKUを友人とともに創刊。高知県の同人誌即売会で販売。
- 1987年 - 『少女フレンド増刊フレッシュフレンド』に掲載された「悪あがきでもONLY YOU」でデビュー。
- 1990年 - 『別冊少女コミック』へ移る。その後、『Cheese!』、『Judy』、『YOUNG YOU』、『プチコミック』『ハーモニィRomance』などで多誌で活躍。
- 2003年 - 私生活でマクロビオティックを始め、『Judy』にそのエッセイ漫画『天使のごはん』を描く。
- 2006年 - ハーレクインコミック・ロマンスコミックの絵なども手掛けるように。
- 2013年 - 『ハーモニィPRINCE』の表紙イラストを手掛け始める。
- 2018年 - 商業誌執筆の傍ら『マンガ図書館Z』他で個人出版をスタート。個人レーベル名は『Sun&Moon Label』。
- 2019年 -『ハーモニィRomance』休刊を機に商業誌を離れ、個人出版メインに。電子書籍で旧作、『ハーモニィRomance』掲載作品の再出版（原作付作品は除く）、新作フラメンコ漫画『Arriba! 2nd season』出版をスタート。

## 作品リスト

### 小学館・フラワーコミックス (α)
上段は単行本名、下段は表題作以外の収録作品（判明しているもののみ）
なっちゃんのロマンティック・ラブ
1. 僕は今も君を (1995.5.26, ISBN 978-4-09-136531-6) 
  - 罪の聖夜 / 放課後の愛人 / まだ明けきらない
2. 内緒でキスをしよう (1995.12.13, ISBN 978-4-09-136532-3)
  - 空と海の青
3. 逃げる夏 (1996.4.25, ISBN 978-4-09-136533-0)
  - きっとね! / エンジェル タッチ / 始まりのGOAL

なっちゃんのハートフル・ラブ
1. 天使が教えてくれる (1996.6.26, ISBN 978-4-09-136534-7)
2. 空の国にいる (1996.10.26, ISBN 978-4-09-136535-4)
  - 夏服 / INNOCENT WORLD
3. 塔の中の姫君 (1997.5.26, ISBN 978-4-09-136536-1)
  - Winter Blue / あなたにとどかない

なっちゃんのハート・タイム
1. ドアを開けて君の中へ (1997.9.26, ISBN 978-4-09-136537-8)
  - 純夏 / 瞳をそらさない
2. 愛の言葉 (1998.2.24, ISBN 978-4-09-136538-5)
  - 君とWater Blueへ / 君のプラチナ
3. 君の声を聴きながら (1998.4.23, ISBN 978-4-09-136539-2)
  - 好きともう一度 / Seventeen

なっちゃんのセンスフル・セレクション
1. 背徳が待っている (1997.11.26, ISBN 978-4-09-137411-0)
  - 唇で目覚める / 恋人
2. 愛しい人はヌードを纏う (1998.7.25, ISBN 978-4-09-137412-7)
  - 信じない夏
3. お願い、触れて (2001.1.26, ISBN 978-4-09-136540-8)
  - クマさんといっしょ / 1000年変わらない / 姉妹小説

なっちゃんのマイフェイバリッツ
1. 永遠の人 (1998.8.22, ISBN 978-4-09-137155-3)
  - BAD GIRLにきいて / 氷のキス
2. キスよりも不実 (1999.2.24, ISBN 978-4-09-137156-0)
  - 君の胸にあふれてる / ときめきをはじめて
3. カミノシマ (1999.10.26, ISBN 978-4-09-137157-7)
  - 獣の時間 / 月夜にお散歩

なっちゃんのピュアコレクション
1. 凍える恋人 (2000.3.25, ISBN 978-4-09-137158-4)
  - 天使なんかいない / とどかぬ思い
2. ヒミツなこと (2000.7.26, ISBN 978-4-09-137159-1)
  - やわらかな雨 / 神さまのローズ / 桜の日
3. マリア (2002.3.26, ISBN 978-4-09-137176-8 )
  - 唇に穢れない / その指で、唇で

- ICE（全4巻）
  - 1. 1997.2.26, ISBN 978-4-09-137151-5 / 2. 1997.7.26, ISBN 978-4-09-137152-2 / 3. 1997.12.15, ISBN 978-4-09-137153-9 / 4. 1998.6.26, ISBN 978-4-09-137154-6　ICE / La luce di Primaveraー春の光ーラ ルーチエ デイ プリマベーラ / 夜明け前
- TATTOO/LOVER（全3巻）
  - 1. 1998.12.15, ISBN 978-4-09-137414-1 / 2. 1999.4.22, ISBN 978-4-09-137415-8　ハートにピアニシモ / 3. 1999.7.22, ISBN 4-09-137416-6　 番外編　天使の休日―DARK ANGEL― / ヴォーカリーズ
- 奇跡の翼（全2巻）
  - 1. 2000.1.26, ISBN 978-4-09-137417-2 / 2. 2000.5.26, ISBN 978-4-09-137418-9
- ロリータのススメ (2001.4.24, ISBN 978-4-09-137160-7)　ロリータのススメ / ロリータの愛し方 / Adult Site
- 堕天（全2巻）
  - 1. 2000.12.20, ISBN 978-4-09-137419-6 / 2. 2001.6.26, ISBN 978-4-09-137420-2　『堕天』扉絵ギャラリー / わたしのご近所大自慢
- 眠る島 (2001.10.26, ISBN 978-4-09-137413-4)
  - ヴァージン・ゲーム / LOVE&BABY
- ぼくのシュガー (2002.6.26, ISBN 978-4-09-137177-5)
  - エルの恋人 / 夜明け案内
- ボディバター (2003.2.26, ISBN 978-4-09-137178-2)
  - 天使の欠片 / 悪い人
- あなたのBABY (2003.8.23, ISBN 978-4-09-138411-9)
  - MAMA'S BOY / 冬物語
- フルーツ100% (2004.2.26, ISBN 978-4-09-138412-6)
  - 最後の娘 / 紅がさす
- あの日、パリの街で (2004.4, ISBN 978-4-09-168191-1 / 原作：ダイアナ・パーマー)
- ごめんねシナモン (2004.9.24, ISBN 978-4-09-138413-3)
  - 薔薇の君（jaune ジョーヌ／rouge ルージュ） / 悪名の女
- 君と島と星々の海 (2005.2.25, ISBN 978-4-09-137179-9)
  - 暗闇でキス / あなたのとりこ
- 神様に嫌われて (2006.5.26, ISBN 978-4-09-130448-3)　燃えるアスカ / 神様に嫌われて / 甘美な君 / 私の好きな仕事
- 井の頭高校Beasts (2006.6.26, ISBN 978-4-09-130490-2)
  - Victory Girl / Sleeping Beauty / Foxy You / 少女時間
- 悪魔より優しい (2007.6.26, ISBN 978-4-09-131088-0)　悪魔より優しい / 愛の奴隷 / 聖女か娼婦 / 堕天使ふたり
- 天国へは行かない (2008.6.26, ISBN 978-4-09-131688-2)　摩天楼遊戯 / 雪の女王 / 天国へは行かない / あたしの可愛いエゴイスト
- キスとカラダ (2008.9.10, ISBN 978-4-09-131828-2)
  - 禁〜悪の誘惑〜
- 甘く 苦く 穢れたい (2009.4.10, ISBN 978-4-09-132463-4)
  - くちづけて 堕ちるまで / あなたの男 / 紳士はバージンがお好き
- モノクロな夜に君を抱く (2009.10.9, ISBN 978-4-09-132839-7)　
  - もう、愛も恋もない / 誘惑Trance / 幻の女
- 淫らなマリア (2010.3.10, ISBN 978-4-09-133013-0)
  - 愛なら奪いたい / S氏の愛人 / あどけない欲望
- ハネムーンガール (2010.8.10, ISBN 978-4-09-133305-6)　ハネムーンガール / 囚われるわたし / 奪いきれないDarlin' / 戀肌
- だから僕は君を愛してる（2011.8.10 ISBN 9784091340016）　ベビー・ローテーション / だから僕は君を愛してる / 悪魔のプロポーズ / 君 可愛い 小悪魔
- 秘書と結婚する方法（2012.1.10　ISBN 9784091342171）　秘書と結婚する方法 / 切ナル堕落 / 愛は時に君を汚す / 息もできない
- 誘惑☆眠り姫（2013.1.10, ISBN 9784091351074)　誘惑☆眠り姫 / 冷たくも恐ろしいあなた / 三恋伽 / それがあなたの本能
- 愛的数式（2014.2.10, ISBN 9784091357984）　　愛的数式 / 過ちでかまわない / 慰めは刹那 / あなたが殺す夜
- 愛のお仕事（2015.2.10, ISBN 9784091367778）　愛のお仕事 / 初心（うぶ）/ 天使の誤算 / キミは愛人
- 結婚恋愛（2016.2.10, ISBN 9784091381699）　　結婚恋愛 / 極秘恋愛 / 偽装恋愛 / 結婚したい女/
- うそ、うそ、うそ（2017.1.10, ISBN 9784091392268） 　うそ、うそ、うそ / 曖昧なままでいて / スウィート・ギャンブル / 不実な妖精
- Arriba!(2018.4.10, ISBN 9784098700646） 　Salida（サリーダ）～一歩を踏み出して～ / Llamada（ジャマーダ）～私を呼ぶ声～ / Vuelta（ブエルタ）～回る回るめぐる～ / Arriba（アリーバ）～顔を高く上げて～
- 僕より悪い女（2019.5.10,　ISBN 9784098704613）　僕より悪い女（ひと）/ もう、何も云わないで / ぬくもりが憶えてる / 真堂玲央の醜聞

### 小学館・Judyコミックス
- 獣の年頃 (2004.9.24, ISBN 978-4-7780-1851-1)
  - 甘い夢 / 10年目の浮気 / 美咲スタイル
- 探偵は恋をしない (2006.11.24, ISBN 978-4-7780-1854-2)
  - 憎い人 / 甘い毒 / テニスボーイは憂鬱 / ファーストボーイ

### 集英社・クイーンズコミックス
- 死ぬほどメロウ (2003.10, ISBN 978-4-08-865154-5)
  - 昔の王女さま / 冷たく触れて

### 宙出版・エメラルドコミックスハーレクインシリーズ／ロマンスコミックス
- 週末だけの誘惑 (2006.10, ISBN 4-7767-2056-6 / 原作：ミランダ・リー)
- 伯爵と踊り子 (2007.2, ISBN 978-4-7767-2154-3 / 原作：ジョアンナ・マンセル)
- 異国の薔薇 (2007.7, ISBN 978-4-7767-2262-5 / 原作：ナリーニ・シン)
- 約束はいらない (2008.4, ISBN 978-4-7767-2486-5 / 原作：イングリッド・ウィーヴァー)
- 白い狼の伝説 (2008.8, ISBN 978-4-7767-2553-4 / 原作：リンゼイ・マッケンナ)
- 無垢なプリンセス (2008.11, ISBN 978-4-7767-2636-4 / 原作：フィオナ・フッド・スチュアート)
- 誘われた花嫁 魅惑の兄弟1 (2008.12, ISBN 978-4-7767-2684-5 / 原作：ルーシー・ゴードン)
- かりそめの花嫁 魅惑の兄弟2 (2008.12, ISBN 978-4-7767-2685-2 / 原作：ルーシー・ゴードン)
- ベルガモットの誘惑 (2010.7, ISBN 978-4-7767-2952-5 / 原作：ジャスミン・クレイグ)
- 女神たちのたくらみ (2011.8, ISBN 978-4-7767-3147-4 / 原作：パティ・ベックマン)
- 僕だけのプリンセス (2012.7, ISBN 978-4-7767-3319-5)
- 内気な女相続人 (2013.8, ISBN 978-4-7767-3559-5)
- 天使のガーディアン（2014.1 ISBN 9784776736677）
- 不器用なスパイ（2014.3, ISBN 9784776737032）
- プリンスの憂鬱（2014.8, ISBN 9784776738152）
- 美男嫌い（2015.9, ISBN 9784776740780）
- 花嫁の宝石（2016,4, ISBN 9784776742210）
- 誘惑のトレモロ（2017.2, ISBN 9784776744122/原作：アイリス・ジョハンセン）
- 笑わない秘書（2017.8, ISBN 9784776745259）
- 情熱のフローレス（2019.2, ISBN 9784776748847)
- ベビーシッターと呼ばないで（2019.9 ISBN 9784776750215）
- やさしいあやまち（2020.1 ISBN 9784776750994）
- ウィーン 愛と出逢って（2020.3, ISBN 9784776751229）
- 冷ややかな結婚（2020.4, ISBN 9784776751434）

### Sun&Moon Label（個人出版）
- 『死ぬほどメロウ』（＊英語版有り）
- 『探偵は恋をしない』
- 『獣の年頃』

Love＆Romanceシリーズ（宙出版掲載作品）
1. 『冷ややかな結婚』
2. 『ベビーシッターと呼ばないで』
3. 『ウィーン 愛と出逢って』
4. 『笑わない秘書』
5. 『美男嫌い』
6. 『花嫁の宝石』
7. 『プリンスの憂鬱』
8. 『天使のガーディアン』
9. 『僕だけのプリンセス』
10. 『やさしいあやまち』
11. 『情熱のフローレス』
12. 『内気な女相続人』
13. 『不器用なスパイ』

『恋するフラメンコ』（コミックエッセイ）
『Arriba! 2nd season』
1話〜（単話版）
1巻〜（合本版）
＊Sun&Moon Labelはすべて電子書籍
＊『Arriba! 2nd season』1巻はBOOTHにて限定部数紙書籍版を販売
＊『Arriba! 2nd season』1話は英語版有り